# Olinguito
L'olinguito (Bassaricyon neblina) és una espècie de carnívor de la família dels prociònids. Viu a Colòmbia i l'Equador. El seu hàbitat natural són els boscos, incloent-hi les selves nebuloses. El seu nom específic, neblina, es refereix a aquest fet.

## Descripció
L'olinguito és una espècie diferent del kinkajú i de les altres espècies d'olingo. Fins al 2013 es cregué que els olinguitos eren simplement exemplars de les espècies d'olingo conegudes aleshores, però un estudi en profunditat del gènere Bassaricyon revelà que formaven una espècie diferent. Pesa una mitjana de 1.150 g. Es tracta d'un animal omnívor que s'alimenta de figues, nèctar i insectes. És solitari i nocturn. Les femelles tenen una cria per part. Acostumen a ser de color negre marronós, i tenen uns ulls molt rodons.